# 15083 Tianhuili
15083 Tianhuili este un asteroid din centura principală de asteroizi.

## Descriere
15083 Tianhuili este un asteroid din centura principală de asteroizi. A fost descoperit pe 10 februarie 1999 la Socorro, New Mexico, în cadrul proiectului LINEAR. Asteroidul prezintă o orbită caracterizată de o semiaxă mare de 2,52 ua, o excentricitate de 0,18 și o înclinație de 3,5° în raport cu ecliptica.